# Lidingö Pink Chargers
Die Lidingö Pink Chargers (der ursprüngliche Name Lidingö Pink Panthers musste aus Rechtsgründen geändert werden) waren eines der ersten American-Football-Teams in Schweden. Die Chargers gewannen sowohl 1985 die erste „inoffizielle“ schwedische Meisterschaft mit 6:0 gegen Danderyd Mean Machine als auch die erste offizielle im Jahr 1986 mit 15:6 gegen die Glue Harbour Buccaneers. 1988 standen sie noch einmal im  Meisterschaftsfinale, verloren aber gegen die Kristianstad C4 Lions mit 8:25. Die U-19-Junioren konnten den schwedischen Meistertitel im Jahr 1991 erringen, im Endspiel besiegten sie die IFS Göteborg Giants mit 12:0.
Bei der Gatorade Challenge II im Jahr 1991 traten die Chargers in Hamburg gegen die Hamburg Silver Eagles an und verloren vor 1800 Zuschauern im Victoria-Stadion mit 8:31.
Letztmals am Ligaspielbetrieb nahmen die Chargers im Jahr 1992 teil.